# Georg Halter
Georg Halter (* 9. Januar 1884 in München; † 12. November 1952 in Herrsching am Ammersee) war ein deutscher Bauingenieur.
Halter schloss sein Studium als Diplom-Ingenieur ab. Er war Professor für Landstraßen- und Eisenbahnbau an der Technischen Hochschule München.
1957 wurde im Münchner Stadtteil Freimann die Halterstraße nach ihm benannt.

## Schriften
- Ausbau neuer Wasserstrassen oder Wiederherstellung leistungsfähiger Eisenbahnen? Ein Beitrag zur Klärung der Frage vom bayerischen Standpunkt. Bund der Steuerzahler in Bayern, München 1951.